# Отмар Гаслер
Отмар Гаслер (нім. Otmar Hasler *28 вересня 1953, Вадуц, Ліхтенштейн) — прем'єр-міністр Ліхтенштейну з 5 квітня 2001 року по 25 березня 2009 року.
Лідер Прогресивної громадянської партії, яка перемогла на виборах у 2001 році, змінив на посту прем'єр-міністра Маріо Фріка. За підсумками референдуму, проведеного у 2003 році, влада прем'єр-міністра була обмежена за рахунок посилення повноважень князя Ліхтенштейну. Після парламентських виборів в 2009 р. на посаді прем'єр-міністра Гаслера змінив Клаус Чючер, лідер партії Патріотичний союз, який до того часу займав в уряді Гаслера пост заступника прем'єр-міністра.